# 菅原洋一
菅原 洋一（すがわら よういち、1933年（昭和8年）8月21日 - ）は、日本の男性歌手。兵庫県加古川市出身。兵庫県立加古川東高等学校卒業。国立音楽大学大学院修了。徳間ジャパンコミュニケーションズ所属。所属事務所はミュージック・オフィス合田、個人事務所はスガワラ企画。
2016年の時点で、株式会社ハイブリッジと業務提携していた。

## 経歴
- 国立音楽大学卒業後、1958年にタンゴバンド「早川真平とオルケスタ・ティピカ東京」に参加し、歌手デビューをする[3]。
- 1962年、ポリドールよりレコードデビュー[1]するが、しばらくの間はヒット作に恵まれない不遇を味わった[2]。
- 1965年、小澤音楽事務所参画メンバーとなり、所属していた（後に独立）。同年に発売した「知りたくないの」（元々は「恋心」のB面曲だった）が、2年後の1967年に入ってからヒット。80万枚を超える売上を記録[4]したことで、一躍人気歌手の仲間入りを果たし、同年、NHK紅白歌合戦（NHK総合・ラジオ第1、#NHK紅白歌合戦出場歴参照）にも初出場を果たす（以降1988年まで通算22回連続で紅白に出場）。この年、ファースト・リサイタルも開催[5]。
- 1968年に「誰もいない」で第10回日本レコード大賞歌唱賞、1970年には「今日でお別れ」の大ヒットにより第12回日本レコード大賞を受賞し、実力派シンガーとして確固たる地位を確立。
- さらに「愛のフィナーレ」(1970年)、「忘れな草をあなたに」(1971年)、「愛の嵐」(1974年)などの曲がヒットした[5]。
- 1969～1970年にかけてタンゴの王様“アルフレッド・ハウゼ楽団”、カンツォーネの女王“ミルバ”とレコーディングやステージ等で共演[1]。
- 人気音楽番組「夜のヒットスタジオ」（フジテレビ）の司会者・前田武彦から、菅原の愛嬌のある笑い皺が特徴的な小判型の丸顔に因んで「3日前のハンバーグ」という珍妙なニックネームを付けられ、以降「ハンバーグ」という愛称が彼の代名詞的フレーズとなった。
- 1970年代に入ってからは料理番組「キッチンパパ」（TBS）の司会も担当するなど、歌手以外の活動にも重点を置くようになった。
- 1982年、同じ事務所に所属する(当時)シルヴィアと歌った「アマン」が翌1983年にかけてヒットし、デュエット・ソングの定番の1曲となった[6]。
- 1985～1989年にかけてアルゼンチンを代表するタンゴオルケスタ“レオポルド・フェデリコ楽団”や“ホセ・コランジェロ楽団”等と共演し絶賛を浴びる[1]。
- 1988年、歌手生活30周年記念リサイタルを国内6都市とロサンゼルスで開催[1]。ソウルオリンピック前夜祭に日本代表として出演[1]。
- 2000年代頃からはライフワークともなった最小限の音飾で「生の歌声と生音の演奏」が中心の「ニュークラシカルコンサート」を全国クラシックホールを中心に展開している[3]。
- 2001年5月に「アルゼンチン建国記念日」を祝い、「タンゴフェスタ2001」を開催[3]。
- 2006年、ペギー葉山＆菅原洋一コンサート「いい時代 いい歌50年」を全国で開催[1]。
- 2008年、歌手生活50周年記念リサイタルを渋谷オーチャードホールにて開催[1]。同年、(社)日本歌手協会常任理事に就任[5]。
- 2010年、喜寿を迎え、「77歳77曲コンサート」を開催[5]。また、上記の日本歌手協会レーベル第1号歌手として「ビューティフルメモリー」を発売[1]。
- 2012年、歌手生活55年記念として全曲新録音のベストアルバム「ビューティフルメモリー 我が心の歌～80才の私からあなたへ～」発売。以降毎年「〇〇才の私からあなたへ」シリーズのアルバムを発売[1]。
- 2019年、文化庁長官表彰[7]。
- 米寿を過ぎ、90歳を過ぎても精力的に活動しCDを発表。2ヶ月に1度のペースで東京・上野のライブハウスで歌い、地方でのコンサートも開催。唯一無二の存在に魅惑された新規の若いファンも増えている。テレビの歌番組へも出演している[2]。

## エピソード

### 生い立ち
生家は、加古川市内の寺家町商店街にあった若松屋という商家で、乾物から棺桶まで扱っていた。実母は歌の上手な人だったが、菅原を生んで間もない頃に亡くなり、物心がつく前に父親が再婚し継母と暮らし始めた。菅原は子供の頃、ラジオから流れる流行歌を覚えて、従業員の休み時間に家の中で歌っていた。周りの大人たちに歌声を褒められたが、この頃は特にプロの歌手になりたいとは思っていなかった。
実は小学生の頃まで継母を実母と思って暮らしており、中学1年生のある日親戚の女性から生まれてすぐに実母が亡くなった事実を知らされた。しかし、父も義母もそんなことを微塵も感じさせずに育ててくれたことから、両親にはそれまで通りの態度で接し続けた。この頃、ラジオから流れてきた「黄昏」という曲を聴いて心が震え、これが菅原にとってタンゴとの運命的な出会いとなった。
中学生の頃は体が弱かったこともあり風邪をこじらせて、一時心臓や腎臓を悪くした。しばらく学校を欠席した影響で数学の成績が悪くなり、以前から音楽に興味があったことも相まって、数学とは無縁の音楽系大学への進学を目指すようになる。本人によると、田舎町だったこともあり音大受験のための学校がなく、高校進学後は独学で音楽を勉強した。
志望校を国立音楽大学に決め、課題である声楽(『マルタ』というオペラのアリア）と、ピアノ曲『乙女の祈り』を練習した。入試当日、ピアノ演奏が途中で止まってしまい諦めかけたが、思いがけず合格した。後に本人が聞いた話によると、試験官の先生の中に「声質はいいし、面白そうだから入れてやろうよ」との意見が出たことで合格になったとのこと。

### 歌手デビューへ
同大学声楽専攻科入学後は、関種子に師事。本心ではタンゴを習いたかったが、同大学では当時軽音楽の類を勉強するのが禁止だったため、密かにタンゴのレコードを聞いたり、タンゴ喫茶に足繁く通うことで欲求不満を解消した。また、スペイン語(タンゴで有名なアルゼンチンの言語)とイタリア語が似ていることからこれを隠れ蓑に、関に「イタリア音楽を勉強したい」と告げ、イタリア歌曲やカンツォーネを歌うことでタンゴの下地を作った。
大学4年生になった頃、まだまだ音楽を勉強したいとの思いから、国立音楽大学大学院声楽専攻に進学。この頃からタンゴ喫茶のステージで歌わせてもらったり、後日関の紹介で知り合った服部良一のコンサートにも出始める。正式に服部の弟子となった後、いくつかのレコード会社の口利きをしてもらうが、中々所属先が決まらない日々を過ごす。
先述のタンゴバンド「早川真平とオルケスタ・ティピカ東京」での歌手デビューを経て、ポリドールからソロ歌手としてレコードデビュー。『知りたくないの』の発売後、札幌のダンスホールや銀座のクラブホステスの間で徐々に人気が出始め、その後大ヒットに繋がった。菅原が後に聞いた話では、所属先から「売れない歌手の君を、このレコードを最後にクビにするつもりだった」と打ち明けられ、同曲がヒットしたことで契約を打ち切られずに済んだとのこと。

## 私生活
家族は妻の菅原明美（旧姓・平井明美。1962年11月17日、東京・銀座の東京都中小企業会館にて菅原洋一と挙式。）、長女の菅原歌織、長男のピアニストである菅原英介。
歌織は、成蹊中学校・高等学校を経て、成蹊大学文学部英米文学科を卒業。成蹊大学在学中の学生時代には、フジテレビ「オールスター家族対抗歌合戦」のアシスタント（1984年7月～1986年3月、司会は小川宏）を務めた。成蹊大学を卒業後はソニーに入社。1993年の結婚を機にソニーを退職，高瀬姓となる。
英介は、幼い頃から菅原の影響を受けて音楽に興味を持ち、高校卒業後単身で渡米。現在(2016年頃)は作業療法士として働きながら作曲・演奏活動を行っている。他にも菅原と演奏会で共演したり、デュエット・アルバム(アルバムの欄を参照)を発表している。
菅原と妻との出会いは菅原が歌手デビュー前にタンゴ喫茶のステージで歌っていた頃、たまたま人に付き添って来店した妻(当時、女子大生)と親しくなりその後結婚。ただし菅原が売れない歌手だったことから、両家の親から反対されたため駆け落ち同然で結婚し、しばらくは六畳一間の部屋で夫婦で貧乏生活を送った。
ちなみに菅原姓について菅原は、「昔僕が家族(父親など)から聞かされた話」として以下のように証言している。「菅原の姓は、大昔に政争に破れた菅原道真が京都から太宰府に下向する際、たまたまうちの先祖が自宅(現在の加古川市)で長期間宿を提供した。旅立つ前に道真公から大変感謝された先祖は菅原姓を拝領し、それから菅原姓を名乗るようになったそうです。本当の話かは分からないですけど、とりあえず僕は信じています」。

### その他
「生涯現役」をモットーにしている。加齢により普段の話し声はかすれることもあるが、本人は「歌う時は、声の出し方が違うため大丈夫」としている。
趣味は、写真、ドライブ。普通自動車第一種免許と4級小型船舶免許を所有している。

## ニュークラシカルコンサート
ニュークラシカルコンサートとは、円熟味を増した菅原の「歌声をいかにお楽しみいただくか」に拘り、敢えてクラシックスタイルに立ったコンサート。
最小限の音飾で「生の歌声と生音の演奏」が中心。菅原自身もライフワークと語るこの新しいコンサートスタイルを全国クラシックホールを中心に展開している。このコンサートのスタジオ録音盤というべきアルバムもリリースしている。
- 菅原洋一　New Classical Concert 〜日本の唄〜（2005年 ユニバーサルミュージック）
- 菅原洋一　New Classical Concert Vol.2　〜世界の唄〜（2006年 ユニバーサルミュージック）
- 菅原洋一　New Classical Concert Vol.3　〜父と子の唄〜（2007年 ユニバーサルミュージック）

## 受賞
- 1968年 - 「誰もいない」で日本レコード大賞歌唱賞を受賞。
- 1970年 - 「今日でお別れ」で日本レコード大賞を受賞。
- 1975年 - 「乳母車」で東京音楽祭歌唱賞を受賞[1]。
- 1977年 - 「第11回リサイタル」で芸術祭に参加し、優秀賞受賞[3]。
- 1978年 - 「歌手生活20周年記念アルバム」で日本レコード大賞・20周年記念顕彰を受賞[1]。
- 1982年 - アルバム「ホテル～それぞれの人生」で日本レコード大賞企画賞を受賞[1]。
- 1992年 - 第1回加古川市民文化賞を受賞[1]。
- 2008年 - 日本レコード大賞功労賞受賞[1]。
- 2018年 - アルバム「〜歌い続けて60年〜 ふり返ればビューティフルメモリー -85才の私からあなたへ-」で第60回日本レコード大賞企画賞受賞[1]。
- 2019年 - 文化庁長官表彰を受賞。

## 主なヒット曲・レパートリー

### シングル
- 若い日本　（1963.7.1臨発：DJ-1370）国民の歌作成委員会選定　国民の歌
作詞：橋本竹茂／補作：西条八十／作曲：飯田三郎／編曲：飯田三郎
- 若い命よいつまでも　（1963.11月新譜：DJ-1400）
作詞：駿河あきら／作曲：早川博二／編曲：早川博二
- むらさき色の人　（1964.3月新譜：DJ-1423）
作詞：椿庄二／作曲：下村耕史／編曲：藤原秀行
- 鈴懸の雨　（1964.5月新譜：DJ-1446）
作詞：水木かおる／作曲：藤原秀行／編曲：藤原秀行
- 青い小径　（1964.7月新譜：SDR-1004）
作詞：／作曲：／編曲：
- 赤坂の人　（1964.10月新譜：SDR-1032）
作詞：高階茂正／作曲：岩崎宏康／編曲：岩崎宏康
- 二つのハンカチ　（1964.11月新譜：SDR-1041）−−B面曲で、A面は丘野美子の「奥様、奥様、奥様」
作詞：はかま満緒／作曲：早川博二／編曲：早川博二
- 恋心　（1965.10.5：SDR-1149）
訳詞：なかにし礼／作曲：エンリコ・マシアス／編曲：伊部晴美
- 知りたくないの　上記「恋心」のB面
訳詞：なかにし礼／作詞：Howard Barnes／作曲：Don Robertson／編曲：早川博二
「I Really Don't Want to Know（たそがれのワルツ）」の日本語カバー
- 今日でお別れ　（1967.3月新譜：SDR-1252）
作詞：なかにし礼／作曲：宇井あきら／編曲：早川博二
- 芽生えてそして　（1967.6.5：SDR-1276）
作詞：永六輔／作曲：中村八大／編曲：早川博二
- むらさき色の人　（1967.9.5：SDR-1300）
作詞：椿庄二／作曲：下村耕史／編曲：早川博二
- 行かないで　（1968.1.5：SDR-1320）
作詞：なかにし礼／作曲：あべさとし／編曲：早川博二
- 誰もいない　（1968.4.5：SDR-1338）
作詞：なかにし礼／作曲：大六和元／編曲：早川博二
- 花は語らない　（1968.9.5：SDR-1374）
作詞：川内康範／作曲：曽根幸明／編曲：早川博二
- 愛のブルース　（1968.11.15：SDR-1396）
作詞：なかにし礼／作曲：鈴木邦彦／編曲：森岡賢一郎
- 水に流して　（1968.11.15：SDR-1396）
作詞：水木かおる／作曲：下村耕史／編曲：川上義彦
- サヨナラ　（1969.6.5：SDR-1434）
作詞：水木かおる／作曲：下村耕史／編曲：川上義彦
- 潮風の中で　（1969）やなさや:作詞：岩谷時子／作曲：アルフレッド・ハウゼ／編曲：アルフレッド・ハウゼ
アルフレッド・ハウゼ楽団演奏
- 今日でお別れ　（1969.12.25）−−1967年盤とは別のアレンジ
作詞：なかにし礼／作曲：宇井あきら／編曲：森岡賢一郎
- 愛のフィナーレ　（1970.8.1）
作詞：なかにし礼／作曲：宮川泰／編曲：小野崎孝輔
- 希望をあたえて　（1971.9.1）
作詞：なかにし礼／作曲：なかにし礼／編曲：
- 忘れな草をあなたに　（1971.11.10）
作詞：木下龍太郎／作曲：江口浩司／編曲：森岡賢一郎
- 命果てる日まで　（1972）
作詞：かぜ耕士／作曲：小室等／編曲：東海林修
- 幸せのかたみ　（1973）
作詞：岩谷時子／作曲：東海林修／編曲：東海林修
- 恋の別れ道　（1973）
作詞：なかにし礼／作曲：中島安敏／編曲：
- 愛の嵐　（1974.12.21）
作詞：岩谷時子／作曲：東海林修／編曲：東海林修
- 乳母車　（1975）
作詞：阿久悠／作曲：森田公一／編曲：早川博二
- 紫の雨　（1977.6）
作詞：岩谷時子／作曲：東海林修／編曲：東海林修
- ありがとう さよなら （1979）※デュエットグラシェラ・スサーナ
作詞：山口洋子／作曲：馬飼野康二／編曲：馬飼野康二
- 1990年　（1980）
訳詞：岡田冨美子／作詞：吉屋潤／作曲：吉屋潤／編曲：前田憲男
※吉屋潤やその妻だったパティ・キムほかによって歌われた同名曲の日本語カバーで1990年1月1日に再発売
- アマン　（1982.11）※デュエットシルヴィア
作詞：杉紀彦／作曲：森田公一／編曲：竜崎孝路
- 歓びの日に　（1985.9.25）
作詞：片桐和子／作曲：東海林修／編曲：田中公平
- 春の雨　（1987.4.25）
作詞：佐藤三樹夫／作曲：佐藤三樹夫／編曲：矢野立美
- 風の盆　（1989.6.5）
作詞：なかにし礼／作曲：なかにし礼／編曲：悠木昭宏
- 恋すみれ　（1990.11.21）
作詞：杉紀彦／作曲：三木たかし／編曲：若草恵
- 白夜抄〜北のおもいで〜 　（1992.10.25）
作詞：阿久悠／作曲：森田公一／編曲：若草恵
- 海と空(Mar Y Cielo)　（1993.9.26）
作詞：José Luis Rodríguez／作曲：José Luis Rodríguez／編曲：
- 誰故草　（1994.7.25）
作詞：杉紀彦／作曲：四方章人／編曲：矢野立美
- 夢に抱かれて　（1997.6.25）
作詞：岡田冨美子／作曲：井上大輔／編曲：渡辺俊幸
- アマンII　（2003.10.22）※デュエット園まり
作詞：杉紀彦／作曲：森田公一／編曲：川口真
- ありがとうごめんね　（2007.2.21）
作詞：山崎ハコ／作曲：国吉良一／編曲：国吉良一
- ビューティフルメモリー　（2010.10.6）
作詞：なかにし礼／作曲・編曲：菅原英介[注釈 7]
- 幸せへの言葉〜嫁ぐお前に〜　（2012.1.25）※デュエット浜﨑久美子
作詞：E.Macias／作曲：加藤修滋／編曲：美野春樹
- 歌よ…あなたが居たから〜シングルバージョン[注釈 8]　（2021.8.18）
作詞：吉幾三／作曲：吉幾三／編曲：大貫祐一郎

### レパートリー
- シンガーそは歌人[注釈 9]　
作詩：なかにし礼／作曲：川口真
- ひまわりの円舞曲（ロンド）
作詩：阿久悠／作曲：三木たかし
- 愛の讃歌
- 小雨降る径
- 奥様お手をどうぞ
- ラ・クンパルシータ
- ラ・バンバ
- ラ・ノヴィア
- 夜のタンゴ
- カミニート
- ラスト・ダンスは私に
- 五月のバラ
- 酒と泪と男と女
- 坂の上のレストラン

### アルバム

#### オリジナル・アルバム
| 枚         | 発売日         | タイトル                                         | 備考／規格品番                                           |
| ポリドール | ポリドール     | ポリドール                                       | ポリドール                                               |
| ---------- | -------------- | ------------------------------------------------ | -------------------------------------------------------- |
| 1st        | 1967年         | 知りたくないの                                   | SLJM-1374                                                |
| 2nd        | 1969年         | 白い花の咲くころ                                 | SMR-3042                                                 |
| 3rd        | 1970年         | 愛のフィナーレ                                   | SMR-3132                                                 |
| 4th        | 1970年         | 影を慕いて                                       | MR-3157                                                  |
| 5th        | 1971年9月1日   | 希望をあたえて                                   | MR-2202                                                  |
| 6th        | 1973年9月25日  | 人生                                             | MR-2239                                                  |
| 7th        | 1978年4月1日   | 愛その中に私をおいて                             | MR-3109                                                  |
| 8th        | 1978年         | 青春抒情                                         | MR-3137                                                  |
| 9th        | 1979年6月10日  | デュエット 第一集                                | - MR-3179 - グラシェラ・スサーナとのデュエット・アルバム |
| 10th       | 1979年         | デュエット 第二集                                | - MR-3202 - グラシェラ・スサーナとのデュエット・アルバム |
| 11th       | 1981年         | 愛のモノローグ                                   | 28MX-1067                                                |
| 12th       | 1983年3月16日  | ホテル〜それぞれの人生〜                         | - 28MX-1098 - 日本レコード大賞企画賞受賞                 |
| 13th       | 1987年4月25日  | ジュ・テーム                                     | 28MX-1265                                                |
| 14th       | 1990年10月21日 | 花とたはむれ                                     | POCH-1033                                                |
| 15th       | 1998年5月8日   | うたたね                                         | 歌手生活40周年記念アルバム(叙情歌集)                     |
| 16th       | 2001年         | 初恋                                             | [ 1 ]                                                    |
| 17th       | 2005年7月6日   | ニュークラシカルコンサート〜日本の唄〜           | ニュークラシカルコンサートシリーズ第1弾                  |
| 18th       | 2006年7月5日   | ニュークラシカルコンサート〜世界の唄〜           | ニュークラシカルコンサートシリーズ第2弾                  |
| 19th       | 2007年7月4日   | ニュークラシカルコンサートVol.3〜父と子の唄〜    | ニュークラシカルコンサートシリーズ第3弾                  |
| 20th       | 2007年12月6日  | スーパー・コレクション〜AMOR（アモール）／初恋〜 | 2枚組                                                    |
| 21st       | 2008年         | タンゴコラソン〜バラードのように〜               | 歌手生活50周年記念アルバム                               |
| 22nd       | 2008年         | 独唱（バラード集）                               | [ 1 ]                                                    |

#### ベスト・アルバム
| 発売日         | タイトル                             | 備考／規格品番                   |
| -------------- | ------------------------------------ | -------------------------------- |
| 2003年10月15日 | 歌人(うたびと)〜Singer〜             | 歌手生活45周年記念ベストアルバム |
| 2009年1月28日  | ひとひらの雪                         | 歌手生活50周年記念ベストアルバム |
| 2019年10月2日  | ～文化庁長官表彰受賞記念～究極ベスト |                                  |

#### 80才の私からあなたへシリーズ
- ビューティフルメモリー〜我が心の歌〜 -80才の私からあなたへ-（2012.9.5）（歌手生活55周年記念ベストアルバム）[注釈 13]
- タンゴの世界〜ビューティフル・メモリー〜 -80才の私からあなたへ 2-（2014.3.5）[注釈 14]
- ピアノと唄う愛の詩(うた) -81才の私からあなたへ-（2015.4.8）[注釈 15]
- 私のこころに残る歌 -82才の私からあなたへ-（2016.5.18）
- 息子と歌う思い出の歌 -83才の私からあなたへ-（2017.7.26）[注釈 16]
- 童謡誕生100年・大人のための子守唄 -84才の私からあなたへ-（2018.4.4）（歌手生活60周年記念アルバム）
- 〜歌い続けて60年〜 ふり返ればビューティフルメモリー -85才の私からあなたへ-（2018.10.3）[注釈 17]
- 和み -86才の私からあなたへ-（2019.10.2）[注釈 18]
- 和みⅡ -87才の私からあなたへ-（2020.9.2）

## NHK紅白歌合戦出場歴
菅原は1988年の第39回まで、連続22回出場。その年にヒット、または話題になった洋楽などを披露することが多くあった。
| 年度/放送回                | 回 | 曲目                               | 出演順 | 対戦相手        | 備考 |
| -------------------------- | -- | ---------------------------------- | ------ | --------------- | ---- |
| 1967年（昭和42年）／第18回 | 初 | 知りたくないの                     | 10／23 | 伊東ゆかり（1） |      |
| 1968年（昭和43年）／第19回 | 2  | 奥様お手をどうぞ                   | 10／23 | 九重佑三子      |      |
| 1969年（昭和44年）／第20回 | 3  | 潮風の中で                         | 09／23 | 伊東ゆかり（2） |      |
| 1970年（昭和45年）／第21回 | 4  | 今日でお別れ                       | 22／24 | 伊東ゆかり（3） |      |
| 1971年（昭和46年）／第22回 | 5  | 忘れな草をあなたに                 | 12／25 | 由紀さおり      |      |
| 1972年（昭和47年）／第23回 | 6  | 知りたくないの（2回目）            | 13／23 | 森山良子        |      |
| 1973年（昭和48年）／第24回 | 7  | 今日でお別れ（2回目）              | 08／22 | 八代亜紀        |      |
| 1974年（昭和49年）／第25回 | 8  | ケ・サラ                           | 09／25 | 森昌子          |      |
| 1975年（昭和50年）／第26回 | 9  | 愛の嵐                             | 13／24 | 伊東ゆかり（4） |      |
| 1976年（昭和51年）／第27回 | 10 | 夜のタンゴ                         | 10／24 | 梓みちよ        |      |
| 1977年（昭和52年）／第28回 | 11 | 奥様お手をどうぞ（2回目）          | 09／24 | 佐良直美（1）   |      |
| 1978年（昭和53年）／第29回 | 12 | 恋歌師                             | 16／24 | 西川峰子        |      |
| 1979年（昭和54年）／第30回 | 13 | 知りたくないの（3回目）            | 16／23 | 佐良直美（2）   |      |
| 1980年（昭和55年）／第31回 | 14 | ラ・クンパルシータ                 | 16／23 | 金沢明子        |      |
| 1981年（昭和56年）／第32回 | 15 | 慕情                               | 08／22 | 小柳ルミ子（1） |      |
| 1982年（昭和57年）／第33回 | 16 | 愛の讃歌                           | 08／22 | 研ナオコ（1）   |      |
| 1983年（昭和58年）／第34回 | 17 | アマン（シルヴィアとのデュエット） | 18／21 | 研ナオコ（2）   |      |
| 1984年（昭和59年）／第35回 | 18 | 忘れな草をあなたに（2回目）        | 15／20 | 岩崎宏美        |      |
| 1985年（昭和60年）／第36回 | 19 | 歓びの日に                         | 11／20 | 早見優          |      |
| 1986年（昭和61年）／第37回 | 20 | 小雨降る径                         | 12／20 | 和田アキ子      |      |
| 1987年（昭和62年）／第38回 | 21 | ラ・バンバ                         | 15／20 | 小柳ルミ子（2） |      |
| 1988年（昭和63年）／第39回 | 22 | ラ・クンパルシータ（2回目）        | 17／21 | 小柳ルミ子（3） |      |

- 対戦相手の歌手名の( )内の数字は、その歌手との対戦回数、備考のトリ等の次にある( )はトリ等を務めた回数を表す。
- 曲名の後の(○回目)は、紅白で披露された回数を表す。
- 出演順は「（出演順) / (出場者数)」で表す。

## 主な出演（歌手としての出演を除く）

### 番組
- なるほど!ザ・ワールド（フジテレビ） - 1980年代に準レギュラーパネラーとして複数回出演。
- キッチンパパ（TBS、1970年7月-1975年3月） - 司会
- みんな楽しく!健康クイズ（フジテレビ） - 解答者、のちに司会に移行。
- 欽ちゃんドラマ・Oh!階段家族!!（日本テレビ）
- 飛べ!孫悟空（TBS） - 村人 役
- 連想ゲーム（NHK総合）
- たのしいフランス語（NHK教育、1974年8月29日）
- 奥さんごいっしょに（NHK総合、1975年5月21日）
- きょうの料理（NHK総合、1978年5月6日）
- 脱線問答（NHK総合、1980年5月9日）
- ばらえてい テレビファソラシド（NHK総合）
- 笑っていいとも!（フジテレビ、1983年11月29日・1992年10月9日） - テレフォンショッキングゲスト。
- 趣味講座レッツダンス、ベストゴルフ（NHK教育）
- バラエティー生活笑百科（NHK総合、1986年10月4日）
- サンデー健康ほっとライン（NHK BS2、2001年9月30日）
- あの日 昭和20年の記憶「10月27日」（NHK BS2、2005年10月27日）

### CM
- 日本冷蔵・冷凍食品「日冷ポークシューマイ」「日冷ミニバーグ」「日冷ぎょうざ」「日冷エビシューマイ」（1970年 - 1972年）※長女の菅原歌織と共に出演
- 日産自動車「セドリック（230型・前期型）」（1971年 - 1972年） ※長女の菅原歌織と共に出演
- 三菱電機・霧ヶ峰（1975年）
- 浅田飴（1977年）
- シンコール（1983年）
- ジャスコ（1983年）
- 草津温泉（1984年）　※長女の菅原歌織と出演